# Talkhan
Talkhan là một món ngọt địa phương của Afghanistan, được làm từ quả óc chó và dâu tằm đỏ hoặc trắng. Talkhan được cho là giống sô cô la, chỉ khác là chúng nhẹ hơn và thô hơn. Talkhan chủ yếu được sản xuất ở vùng thung lũng núi Hindukush, đặc biệt là tỉnh Panjshir.
Trong suốt thời kỳ Liên Xô chiếm đóng Afghanistan, talkhan đóng vai trò là một nguồn năng lượng di động quan trọng cho những tay súng Mujahideen tham chiến chống lại người Nga. Dễ chế tạo và có thời hạn sử dụng lâu dài, "thanh năng lượng" ban đầu này đã giúp hàng trăm chiến binh không chết đói trong vùng núi hiểm trở của tỉnh Panjshir. Báo cáo của lính Nga cho rằng Mujahideen đã ăn những "viên đá" do độ cứng của talkhan khô và màu nâu từ nhạt đến nâu đậm do dâu tằm trắng và đỏ được sử dụng cùng với quả óc chó giúp tạo ra talkhan.